# Лунма (ГЕС)
ГЕС Лонгма (龙马水电站) — гідроелектростанція на півдні Китаю у провінції Юньнань. Знаходячись між ГЕС Шименкан (вище по течії) та ГЕС Джуфуду, входить до складу каскаду у сточищі річки Лісяньцзян (у В'єтнамі — Да), правої притоки Хонгхи (біля Хайфона впадає у Тонкінську затоку Південно-Китайського моря).
В межах проекту річку Бабіан (права твірна Лісяньцзян) перекрили кам'яно-накидною греблею із бетонним облицюванням висотою 135 метрів та довжиною 315 метрів, яка потребувала 3,86 млн м3 породи та 25 тис. м3 бетону. Споруда утримує водосховище з площею поверхні 22,2 км2 та об'ємом 590 млн м3.
Пригреблевий машинний зал обладнали трьома турбінами типу Френсіс загальною потужністю 240 МВт, які використовують напір у 102 метри та забезпечують виробництво 1284 млн кВт-год електроенергії на рік.